# Miro de Garnot
Petroica longipes
Espèce
Statut de conservation UICN

 LC  : Préoccupation mineure
Le Miro de Garnot (Petroica longipes) est une sous-espèce d'oiseaux de Nouvelle-Zélande, de la famille des Petroicidae, dont il a été proposé qu'elle devienne une espèce à part entière.

## Systématique
À la suite d'analyses de son ADN mitochondrial, Miller et Lambert (2006) concluent que ce taxon est une espèce à part entière. En 2013, il est considéré par les principales autorités taxinomiques comme une sous-espèce du Miro rubisole (Petroica australis). Selon Miller et Lambert, la séparation entre le Miro rubisole, qui vit dans l'Île du Sud, et le Miro de Garnot, qui vit dans l'Île du Nord, daterait du Pléistocène.

## Galerie

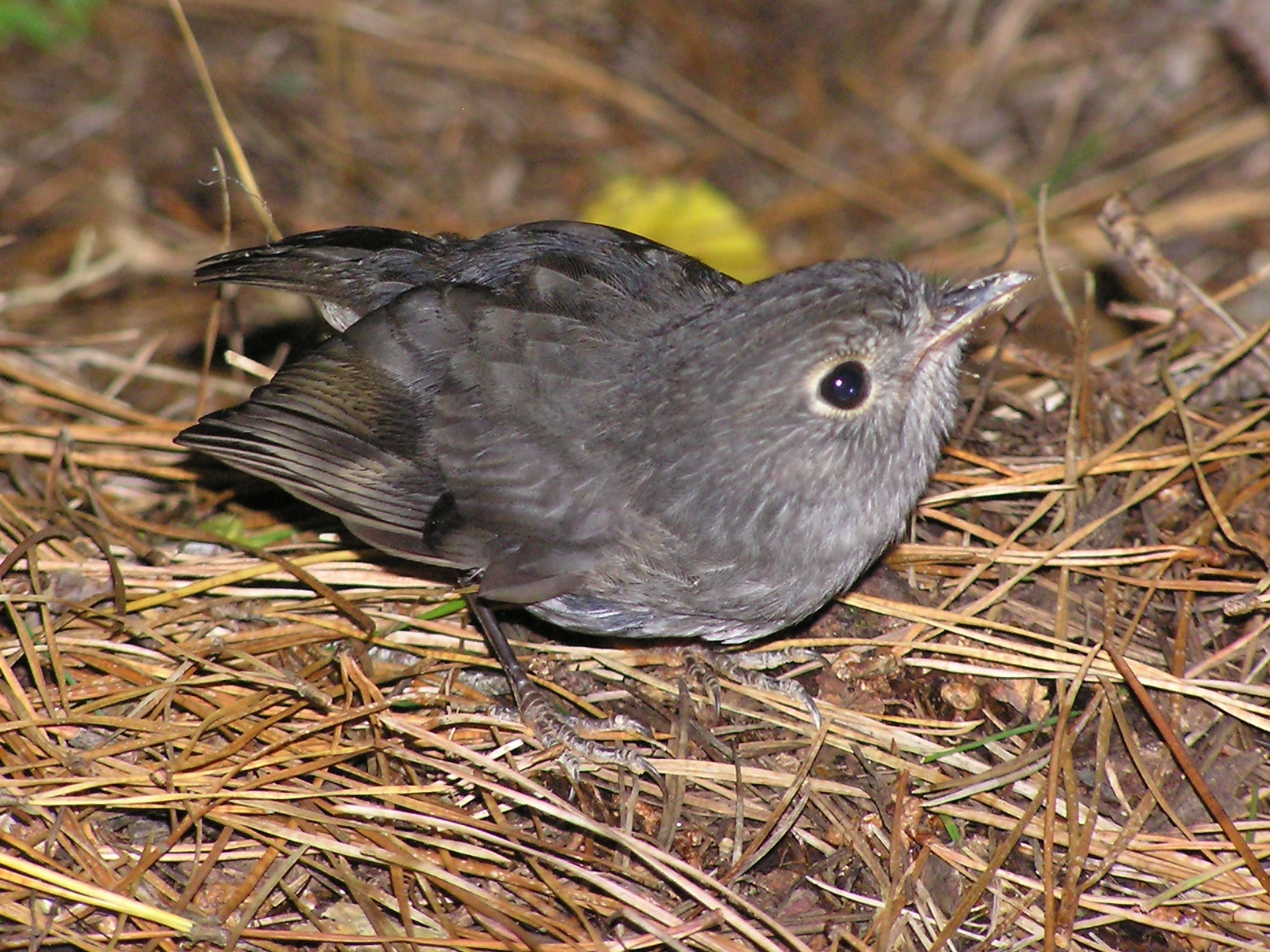
Juvénile
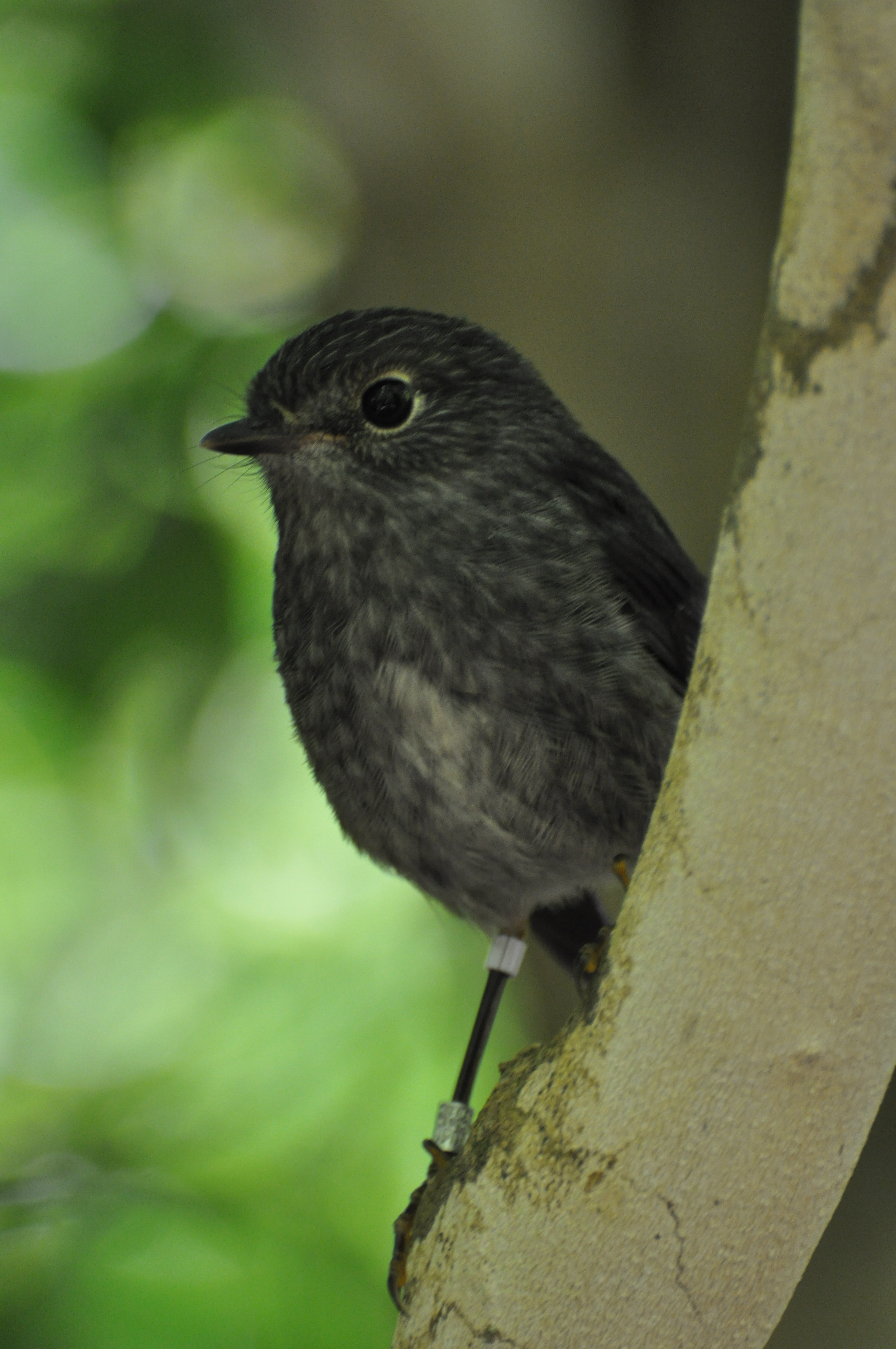
Adulte